# Rutherford-Streuung
Die Rutherford-Streuung beschreibt die Ablenkung von geladenen Partikeln durch die Coulomb-Kraft an einem punktförmigen geladenen Streuzentrum. Im Ausgangsversuch wurde die Streuung von Alpha-Teilchen an Gold-Atomkernen untersucht. Die resultierenden Teilchenbahnen sind Hyperbeln. Die Winkelverteilung der gestreuten Teilchen ließ erstmals darauf schließen, dass die positive Ladung und die Masse in den Atomen sich auf einen extrem kleinen Raum im Zentrum des Atoms konzentrieren. Bis dahin hatte man das Modell von J. J. Thomson angenommen, bei dem die positive Ladung des Atoms homogen im ganzen Atom verteilt ist (thomsonsches Atommodell). An diesen Experimenten waren unter Ernest Rutherfords Leitung Hans Geiger und Ernest Marsden beteiligt. Das Experiment zeigte überraschenderweise auch nach hinten abgelenkte Alphateilchen, was Rutherford so kommentiert haben soll: „Dies ist so unwahrscheinlich, als ob man mit einer Pistole auf einen Wattebausch schießt und die Kugel zurückprallt.“

## Rutherfordscher Streuversuch (Manchester, 1909–1913)

### Aufbau und Versuchsdurchführung

Versuchsaufbau: 1: Radioaktives Radium, 2: Bleimantel zur Abschirmung, 3: Alpha-Teilchenstrahl, 4: Leuchtschirm bzw. Fotografieschirm 5: Goldfolie 6: Punkt, an dem die Strahlen auf die Folie treffen,
7: Teilchenstrahl trifft den Schirm, nur wenige Teilchen werden abgelenkt.

In einen Bleiblock mit Öffnung zu einer Seite hin wird ein radioaktiver Stoff gelegt, der Strahlung abgibt: Alpha-, Beta- und Gamma-Strahlung. Die aus der Öffnung im Bleiblock austretenden Strahlen werden durch ein elektrisches Feld geleitet, um sie voneinander zu trennen. Dadurch werden die negativen Elektronen (Beta-Strahlen) zum positiven Pol und die positiven Helium-Atomkerne (Alpha-Strahlen) zum negativen Pol abgelenkt, während die Richtung der ungeladenen Photonen (Gamma-Strahlen) unverändert bleibt. Die Alpha-Strahlung wird senkrecht auf eine nur 0,5 μm dicke Goldfolie (ca. 1000 Atome hintereinander) gerichtet. Die aus der Folie austretende Strahlung lässt sich danach mit einem Leuchtschirm oder einem daran befestigten Film sichtbar machen. Gold wurde verwendet, da es sich schon damals mit einfachen mechanischen Mitteln zu sehr dünnen Schichten verarbeiten ließ und eine hohe Atommasse besitzt. Daher stammt auch die Bezeichnung Goldfolienexperiment.

### Beobachtung

Linke Hälfte: Versuchsergebnis, wie es nach dem Thomson-Modell zu erwarten wäre. Rechte Hälfte: Erhaltenes Ergebnis und Veranschaulichung mit dem Rutherford-Modell.

- Fast alle Alpha-Teilchen können die Goldfolie ungehindert passieren.
- Etwa jedes 100.000ste Alpha-Teilchen wird um 90 Grad oder mehr abgelenkt.[2]
- Je größer der Streuwinkel, desto seltener tritt diese Ablenkung auf.
- Einige Alpha-Teilchen werden zurückgestreut.

Für die beobachtete Verteilung hat Rutherford die unten beschriebene Streuformel entwickelt.

### Interpretation
Die extrem seltene Ablenkung der Alpha-Teilchen und deren Winkelverteilung lassen sich dadurch verstehen, dass sich in den Atomen nur ein sehr kleines Massezentrum befindet, das positiv geladen ist. Man nennt dieses Massezentrum den Atomkern. Da die meisten Teilchen die Goldfolie ungehindert passieren, muss zwischen den Kernen ein großer Freiraum bestehen. Dieses Ergebnis führte zu dem rutherfordschen Atommodell. Die Elektronen, welche sich in dem relativ zum Kerndurchmesser riesigen leeren Raum um den Kern bewegen, schirmen die konzentrierte positive Kern-Ladung ab, sodass das Atom nach außen hin neutral erscheint.

## Rutherfordsche Streuformel

### Formel
Die rutherfordsche Streuformel gibt den differentiellen Wirkungsquerschnitt (auch Streuquerschnitt genannt) in Abhängigkeit vom Streuwinkel {\displaystyle \vartheta } im Schwerpunktsystem an:
{\displaystyle {\frac {\mathrm {d} \sigma }{\mathrm {d} \Omega }}=\left({\frac {e^{2}}{4\pi \varepsilon _{0}}}{\frac {Z_{1}Z_{2}}{4E_{0}}}\right)^{2}{\frac {1}{\sin ^{4}\left({\frac {\vartheta }{2}}\right)}}}
Die gleiche Formel in kernphysikalisch praktischen Einheiten:
{\displaystyle {\frac {\mathrm {d} \sigma }{\mathrm {d} \Omega }}[\mathrm {barn} ]\approx 1{,}3\cdot 10^{-3}\left({\frac {Z_{1}Z_{2}}{E_{0}[\mathrm {MeV} ]}}\right)^{2}{\frac {1}{\sin ^{4}\left({\frac {\vartheta }{2}}\right)}}}
Damit ist die Wahrscheinlichkeitsdichte beschrieben, dass Teilchen eine Ablenkung um den Winkel {\displaystyle \vartheta } erleiden. In einem Raumwinkelelement {\displaystyle \Delta \Omega =\Delta \vartheta \Delta \varphi } treffen {\displaystyle {\tfrac {\mathrm {d} \sigma }{\mathrm {d} \Omega }}\,\Delta \Omega } Teilchen ein.
In der Formel werden weiterhin folgende Größen benutzt:
| Elektrische Feldkonstante (Dielektrizitätskonstante) | {\displaystyle \varepsilon _{0}=8{,}854\cdot 10^{-12}\,{\frac {\mathrm {C} }{\mathrm {Vm} }}} |
| Ladung der Teilchen im einfallenden Strahl           | {\displaystyle Z_{1}e}                                                                        |
| Ladung des Atomkerns                                 | {\displaystyle Z_{2}e}                                                                        |
| Elementarladung                                      | {\displaystyle e=1{,}602\cdot 10^{-19}\,\mathrm {C} }                                         |
| Anfangsenergie des gestreuten Teilchens              | {\displaystyle E_{0}}                                                                         |

Auf den numerischen Vorfaktor kommt man schnell, indem man {\displaystyle {\tfrac {e^{2}}{4\pi \varepsilon _{0}}}} durch die Feinstrukturkonstante {\displaystyle \alpha \ =\ {\tfrac {1}{4\pi \varepsilon _{0}}}\;{\tfrac {e^{2}}{\hbar c}}\approx 1/137} ausdrückt und darin {\displaystyle \hbar c\approx 197\,\mathrm {MeV} \cdot \mathrm {fm} } einsetzt.
Rutherford leitete die rutherfordsche Streuformel aus der klassischen Physik her. Eine vollständige quantenmechanische Behandlung des Problems ergibt in der bornschen Näherung für die Intensität der gestreuten Teilchen dieselbe Streuformel. Quantenmechanische Effekte aus den höheren Näherungen und auch die exakte Lösung mit der Schrödinger-Gleichung bestätigen dies und verändern nur noch die quantenmechanischen Phase der Streuwelle. Dies kann sich nur auswirken, wenn Wellen zu verschiedenen Ablenkwinkeln kohärent überlagert werden, wie es bei der Streuung identischer Teilchen eintritt. Ein Problem der rutherfordschen Formel ist der Grenzfall {\displaystyle \vartheta =0}, wo der differentielle Wirkungsquerschnitt unendlich groß wird. Kleine Winkel entsprechen einem großen Stoßparameter. Bei sehr großen Stoßparametern schirmen die Atomelektronen den Kern jedoch ab.

### Herleitung
Fliegt das Alphateilchen mit kinetischer Anfangsenergie {\displaystyle E_{\alpha }}  genau auf das Kraftzentrum zu, dann ist der Stoßparameter {\displaystyle b=0} und das Teilchen nähert sich dem Zentrum gegen die Coulombkraft {\displaystyle F={\tfrac {e^{2}}{4\pi \varepsilon _{0}}}{\tfrac {Z_{1}Z_{2}}{r^{2}}}} auf gerader Linie bis zum Abstand
{\displaystyle 2a={\frac {Z_{1}Z_{2}e^{2}}{4\pi \varepsilon _{0}E_{\alpha }}}}.

Hyperbel in 1. Hauptlage, mit Asymptoten, Haupt- und Nebenachse

An dieser Stelle hat die Energie  {\displaystyle E_{\alpha }} sich vollständig in potentielle Energie umgewandelt. Das Teilchen kehrt dann auf derselben Geraden zurück, der Ablenkwinkel ist {\displaystyle \vartheta =180^{o}}.
Bei jedem anderen Stoßparameter {\displaystyle b>0} ist die Bahn aufgrund der invers-quadratischen Abstandsabhängigkeit der Kraft ein Ast einer Hyperbel, und der endgültige Ablenkwinkel ist {\displaystyle \vartheta =180^{o}-2\Phi }, wobei  {\displaystyle \Phi } der Winkel zwischen den Asymptoten und der x-Achse ist. Die halbe Nebenachse der Hyperbel ist gleich dem jeweiligen Stoßparameter {\displaystyle b}, die halbe Hauptachse ist stets durch das eben definierte {\displaystyle a} gegeben (siehe Keplerproblem). Im xy-Koordinatensystem, in dem die Hyperbel in 1. Hauptlage liegt (d. h. {\displaystyle {\tfrac {x^{2}}{a^{2}}}-{\tfrac {y^{2}}{b^{2}}}=1}), haben die Asymptoten die Gleichungen  {\displaystyle y=\pm {\tfrac {b}{a}}}. Folglich ist der Winkel {\displaystyle \alpha } durch
{\displaystyle \tan \Phi ={\frac {b}{a}}}
gegeben, und wegen {\displaystyle \cot {\tfrac {\vartheta }{2}}=\tan \Phi }  ist dies gleich dem Cotangens des halben Ablenkwinkels. So folgt:
{\displaystyle \cot {\frac {\vartheta }{2}}={\frac {b}{a}}}.
oder umgestellt  nach {\displaystyle b} in Abhängigkeit von {\displaystyle \vartheta }
{\displaystyle b(\vartheta )=a\cot {\frac {\vartheta }{2}}}.
Diese Funktion hat nur einen einzigen Parameter {\displaystyle a}, dessen physikalische Bedeutung die Hälfte des minimalen Abstands ist, den das Alphateilchen bei gegebener Anfangsenergie  {\displaystyle E_{\alpha }} überhaupt erreichen kann.
Damit ist für beliebigen Ablenkwinkel der Stoßparameter bestimmt. Ablenkung in einen schmalen Bereich {\displaystyle \Delta \vartheta } um einen bestimmten Ablenkwinkel {\displaystyle \vartheta } erfordert einen Stoßparameter im Intervall 
{\displaystyle \Delta b={\frac {\mathrm {d} b}{\mathrm {d} \vartheta }}\Delta \vartheta =-{\frac {a}{2\sin ^{2}{\frac {\vartheta }{2}}}}\Delta \vartheta }
Die zugehörigen Teilchenbahnen sind vor dem Stoß durch einen schmalen Kreisring mit Radius {\displaystyle b} und Breite {\displaystyle \Delta b} geflogen. Die Fläche dieses Kreisrings ist
{\displaystyle \Delta \sigma =2\pi b|\Delta b|}
Der Kreisring ist der Wirkungsquerschnitt für die Ablenkung in den Winkelbereich  {\displaystyle \Delta \vartheta } hinein, der den Raumwinkel
{\displaystyle \Delta \Omega =2\pi \sin \vartheta \Delta \vartheta }
ausfüllt. Alle Größen einsetzen (und {\displaystyle \sin \vartheta =2\sin {\tfrac {\vartheta }{2}}\cos {\tfrac {\vartheta }{2}}} beachten) führt auf den differentiellen Wirkungsquerschnitt für Rutherfordstreuung:
{\displaystyle {\frac {\mathrm {d} \sigma }{\mathrm {d} \Omega }}=\left({\frac {e^{2}}{4\pi \varepsilon _{0}}}{\frac {Z_{1}Z_{2}}{4E_{\alpha }}}\right)^{2}{\frac {1}{\sin ^{4}\left({\frac {\vartheta }{2}}\right)}}}